# Ken Buck

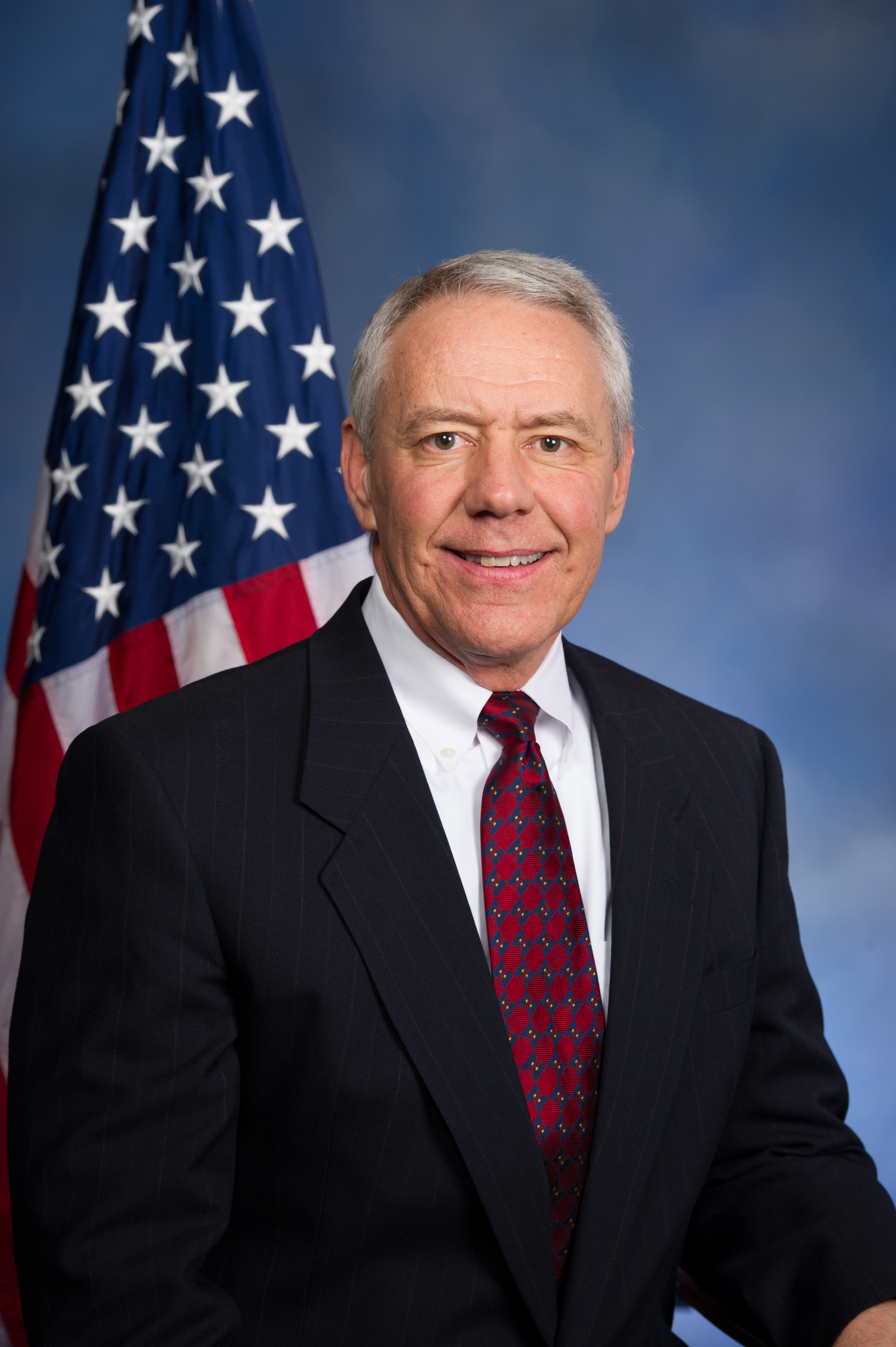
Ken Buck (2014)

Kenneth Robert „Ken“ Buck (* 16. Februar 1959 in Ossining, New York) ist ein US-amerikanischer Jurist und Politiker. Buck war der Kandidat der Republikanischen Partei bei den US-Senatswahlen 2010 für den Posten des Senators von Colorado.  Vom 3. Januar 2015 bis 22. März 2024  vertrat  er den vierten Wahlbezirk des Bundesstaats Colorado im Repräsentantenhaus der Vereinigten Staaten.

## Leben
Ken Buck studierte Rechtswissenschaften an der University of Wyoming und machte dort 1985 seinen Abschluss. Er kam 1990 nach Colorado, um für das dortige Büro des United States Attorney zu arbeiten. 2004 wurde er zum Bezirksstaatsanwalt des Weld County gewählt. Er ist verheiratet und hat zwei Kinder.

## Politik
Buck ist ein politischer Quereinsteiger. Er ist Bezirksstaatsanwalt und gewann die republikanischen Vorwahlen zum Senat knapp gegen die Kandidatin der Parteiführung, die ehemalige Vizegouverneurin Jane E. Norton (Buck: 51,5 % / Norton: 48,4 %). Er verlor die Senatswahl nur knapp in einem Kopf-an-Kopf-Rennen gegen den demokratischen Amtsinhaber Michael Bennet (Bennet: 47,7 % / Buck: 46,8 %).
Vier Jahre später bewarb sich Buck um das Kongressmandat des für den Senat kandidierenden Cory Gardner im vierten Wahlbezirk von Colorado. Er besiegte den Demokraten Vic Meyers deutlich und konnte am 3. Januar 2015 seinen Sitz im Kongress einnehmen. Er wurde bisher drei Mal wiedergewählt, einschließlich der Wahl 2020. Buck kündigte an den Kongress zum 22. März 2024 zu verlassen. Als Grund nannte er die Disfunktionalität  des Parlaments. Seine aktuelle Legislaturperiode im 118. Kongress der Vereinigten Staaten hätte bis zum 3. Januar 2025 gedauert. Mike Johnson, der Sprecher des Repräsentantenhauses der Vereinigten Staaten, erklärte, dass er nicht vorab über Bucks Entscheidung informiert worden sei.

### Politische Positionen
Buck vertritt konservative bis ultrakonservative Positionen und steht der Tea-Party-Bewegung nahe. Er will das Recht auf Schwangerschaftsabbruch generell abschaffen und lässt, wenn überhaupt, hier nur eine einzige Ausnahme zu: bei Lebensgefahr für die Mutter durch die Austragung des Kindes. Selbst im Falle einer Schwangerschaft aufgrund von Vergewaltigung oder Inzest will er Abtreibungen verbieten.
Er bezeichnet die von Präsident Obama betriebene Politik als politischen Linksruck und wollte dagegen ankämpfen. Insbesondere die vom Präsidenten eingeleitete Gesundheitsreform Obamacare wollte er wieder rückgängig machen. Er ist strikt gegen jegliche Steuererhöhungen und befürwortet grundsätzlich die Privatisierung von Sozialversicherungssystemen. Weiterhin wollte er die Studienkredite für Bundesstudenten aus Mittelschichtfamilien abschaffen.
Ken Buck ist entschieden gegen die Trennung von Kirche und Staat und behauptet, die Verfassung der Vereinigten Staaten würde eine solche Trennung nicht vorschreiben.
Seine Einstellung zu Homosexualität ist umstritten. Er war der erste Bezirksstaatsanwalt, der in einem Mordfall an einer Transsexuellen die Verurteilung des Täters zu einer lebenslangen Freiheitsstrafe erreichte, indem er die Jury davon überzeugte, dass der Erschwerungsgrund des Hassverbrechens vorläge. Dadurch erhielt Buck begeisterte Zustimmung der LGBT-Vereinigungen, dies allerdings in seiner Eigenschaft als gewählter Bezirksstaatsanwalt. In seiner Eigenschaft als Senatskandidat behauptete er, dass Homosexualität, ähnlich dem Alkoholismus, eine persönliche Entscheidung des Betroffenen sei. Die LGBT-Gemeinschaft war daraufhin empört und forderte, dass er diese Aussage zurücknehme. Ken Bucks Pressesprecher sprach in diesem Zusammenhang von einem Ablenkungsmanöver. Weiterhin ist er gegen die Aufhebung der Don't-ask-don't-tell-Vorschrift beim Militär.
Zuletzt war  Buck Mitglied in folgenden Ausschüssen:
- Committee on Foreign Affairs
  - Asia, the Pacific, Central Asia, and Nonproliferation
- Committee on House Administration
  - Antitrust, Commercial, and Administrative Law (Ranking Member)
  - Immigration and Citizenship